# NGC 5303
NGC 5303 est une petite galaxie spirale située dans la constellation des Chiens de chasse. Sa vitesse par rapport au fond diffus cosmologique est de 1 616 ± 15 km/s, ce qui correspond à une distance de Hubble de 23,8 ± 1,7 Mpc (∼77,6 millions d'al). NGC 5303 a été découverte par l'astronome germano-britannique William Herschel en 1787.
NGC 5303 présente une large raie HI.
En raison d'une brillance de surface égale à 11,29  mag/am2, on peut qualifier NGC 5303 de galaxie présentant une brillance de surface élevée.
À ce jour, quatre mesures non basées sur le décalage vers le rouge (redshift) donnent une distance de 20,000 ± 3,475 Mpc (∼65,2 millions d'al), ce qui est à l'intérieur des valeurs de la distance de Hubble. Puisque cette galaxie est relativement rapprochée du Groupe local, cette distance est peut-être plus près de sa distance réelle que la distance de Hubble. Notons que c'est avec la valeur moyenne des mesures indépendantes, lorsqu'elles existent, que la base de données NASA/IPAC calcule le diamètre d'une galaxie.

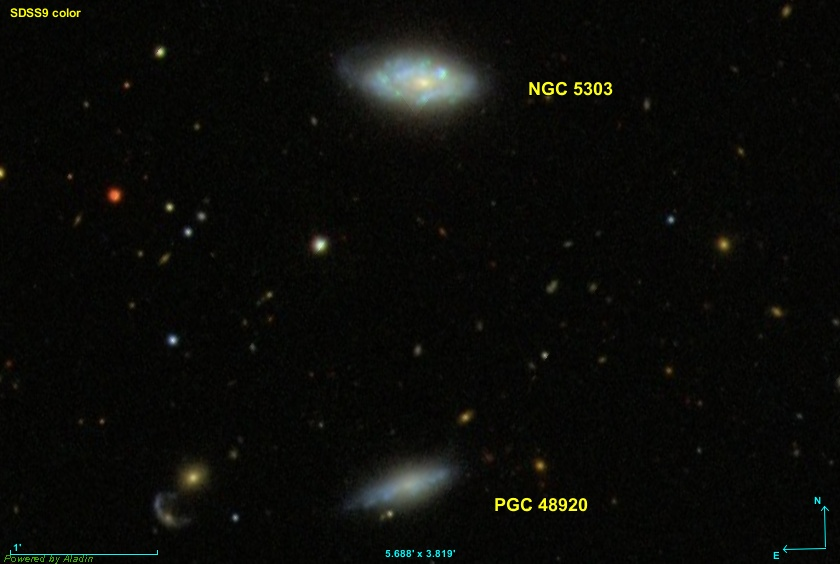
La paire de galaxies NGC 5303 et PGC 48920.

La située au sud de NGC 5303 est PGC 48920. On la désigne parfois comme NGC 5303B,. Sa vitesse radiale est égale à (1405 ± 2) km/s, ce qui la situe pratiquement à la même distance que NGC 5303. Ces deux galaxies forment donc une paire de galaxies. 

## Supernova
La supernova SN 2003ed a été découverte dans NGC 5303 le 5 avril 2003 à Yamagata au Japon par l'astronome japonais Koichi Itagaki. Cette supernova était de type IIb.